# انتروکوک فاسیوم

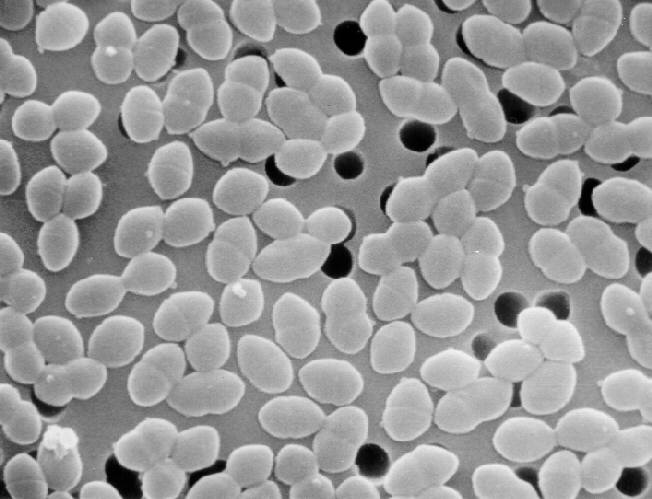
باکتری

انتروکوک فاسیوم یا انتروکوک فاشیوم (به انگلیسی: Enterococcus faecium) گونه‌ای از انتروکوک است. این باکتری، آلفا همولیتیک یا غیر همولیتیک (گاما همولیتیک) است. انتروکوک فاسیوم، همزیست روده انسان است اما گاهی می‌تواند بیماری‌زا باشد مانند مننژیت نوزادان. برخی از سویه‌های انتروکوک فاسیوم به عنوان پروبیوتیک در حیوانات استفاده می‌شوند. از لینزولید و داپتومایسین برای درمان سویه‌های مقاوم به وانکومایسین استفاده می‌شود. کوئینوپریستین/دالفوپریستین (سینرسید) برای درمان انتروکوک فاسیوم و نه انتروکوک فکالیس استفاده می‌شود.